# ALSOK

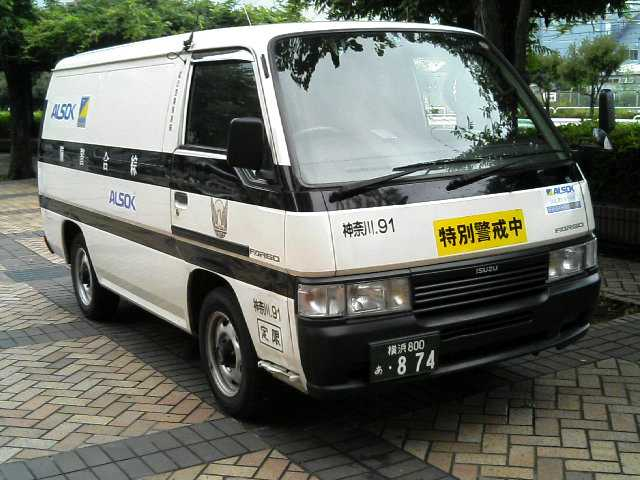
綜合警備保障の現金輸送車

ALSOK株式会社（アルソック、英: ALSOK CO.,LTD.）は、日本の警備、セキュリティサービス会社。旧社名は綜合警備保障株式会社。

## 概要

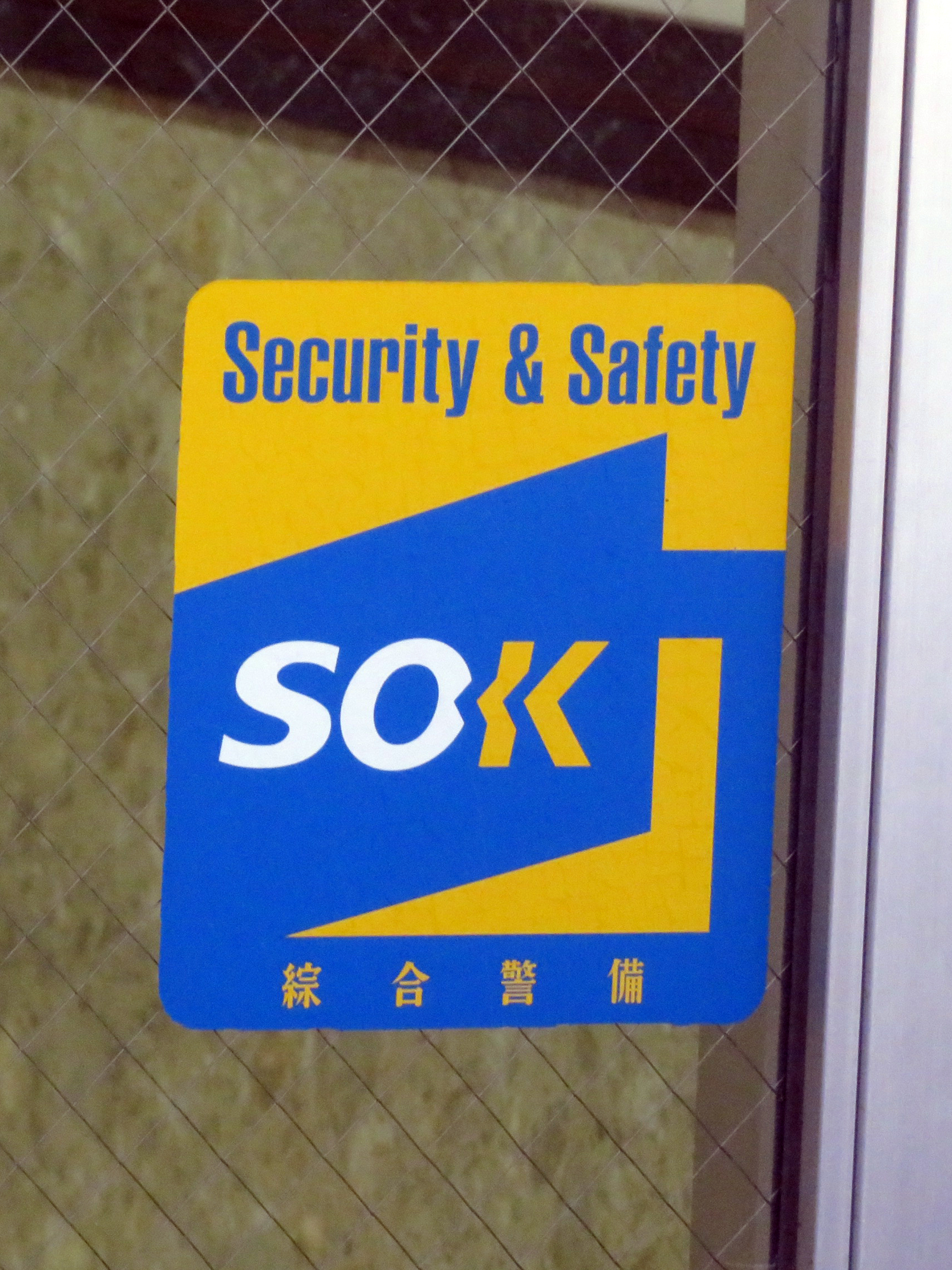
SOK時代のマーク

1965年に設立。特に金融機関の警備に強みを発揮してきた。主力の機械警備を基とし、ATMコーナー営業管理システム、ATMの障害対応から警備輸送、多機能ATMの運用などにより金融機関のニーズに応えている。その他、常駐警備／身辺警護／情報リスク管理サービス／防災・ビル運営管理サービス／個人向けホームセキュリティ／タウンセキュリティ／各種みまもりサービス／防犯・防災・救命機器等の各種販売／防犯コンサルティング／防災設備点検／電話対応／電報の取扱いなど、様々なサービスを提供している。
売上金を即座に入金できるオンライン入金機等を販売し、一般小売店のレジの配金作成、現金輸送、売上管理と金融機関の輸送以外の業務も積極的に行う。近年ではコンビニ店内（コンビニATM）やパチンコ店内のATM管理なども受注している。
2003年にかつての「SOK」（ソーケー）から「ALSOK」（アルソック）にブランド名を改正。ALSOKは「ALWAYS-SECURITY-OK」の略語であり、マークの藍色は夜を、黄色は昼を、対角線は迅速さと警告・禁止を、それぞれ表現している。契約している建物に貼られるステッカーは実際の警備と共に不正に侵入を試みようという者を拒んでいる。なお、2025年7月16日のALSOK株式会社への社名変更時にブランドスローガンをこれまでの「ALWAYS-SECURITY-OK」から「ALwayS OK」へと変更している。
その他、施設の建設・維持管理・運営等を企業が行う官民協同の刑務所を運営している（PFI方式）。
タウンセキュリティも展開している。

### 一般家庭向け
1988年に「タクルス」を発売。2004年11月には「ホームセキュリティ7」を発売し、これまでのホームセキュリティ価格の約半額の月額4000円台を実現した。以降、「ホームセキュリティX7」やインターネット回線に対応した「ホームセキュリティα」などの新商品を開発し提供している。
2006年1月にオンラインショップ「ガードマンショップ.com」を開店し、防犯ブザーや防犯カメラなどの防犯グッズ、刺又や盾、催涙スプレーなどの護身用品、防災グッズ、ギフト商品の販売を行う。
2012年には年齢やライフスタイルに合わせた商品・サービスを提供する個人向け新ブランド「HOME ALSOK」を立ち上げ、Web警備遠隔操作や画像確認サービスなどを新たに搭載した「HOME ALSOK Premium」や、空き家管理サービス「HOME ALSOKるすたくサービス」などの提供を開始。翌年の2013年には、ストーカー対策を目的とした女性限定サービス「HOME ALSOK レディースサポート」、賃貸住宅向けセキュリティシステム「HOME ALSOK アパート・マンションプラン」、高齢者向け緊急通報システム「HOME ALSOKみまもりサポート」もラインナップに加わり、社会や時代のニーズに応じた商品・サービスを提供している。携帯電話を使用した駆けつけサービス「まもるっく」もあり、依頼を受けたガードマンがGPS位置検索により出動する。

### 開発研究
警備ロボットの研究開発も30年以上前から行っており、東京タワーや福岡市のキャナルシティ博多に配備されたAn9-PR、ガードマンとロボットを融合させた常駐警備システム「リボーグQ」や受付・警備機能をもつAn9-RRなど他にもいくつかのタイプがある。ガードロボには基本的に数台の、カメラ、各種センサー、無線通信装置等を搭載し、自動運行で巡回する。画像診断やセンサー反応等により、侵入者（不審物）・火災・漏水等の発見及び通報が可能。オプションで消火器を装備していれば初期消火も行う。
ガードロボには顔認証機能も搭載可能で、予め登録しておいた顔を判別できる（活用例は指名手配犯・出入禁止者や関係者の判別等）。顔認証機能を搭載したタイプで、配備されている一例としては鳴門市の大塚国際美術館の「大塚アートくん」がある。

### 近年
M&Aを積極的に行い、事業領域を拡大している。2010年には日本ファシリオ、2012年にはホーチキに出資拡大。また、2014年には日本ビル・メンテナンス（現・ALSOKファシリティーズ）を買収した。
他社の事業のみを取得する例もある。2013年には日産クリエイティブサービス（NICS）からセキュリティ事業を（現・ALSOK双栄）、2017年4月にはテルウェル東日本から警備事業を（現・ALSOK-TW東日本）、同年7月には東武デリバリーから警備輸送業務（現ALSOK関東デリバリー）を譲受される。
一方で、2012年にはALSOKケアを設立して介護事業にも乗り出すとともに、2014年には有限会社あんていけあ・株式会社HCM、2015年にはアズビルあんしんケアサポート株式会社（ACS）（現・ALSOKあんしんケアサポート）を子会社化した。2016年には、埼玉県の介護会社・株式会社ウイズネットを買収した。2021年には、株式会社ウイズネットが有限会社あんていけあ・株式会社HCMを吸収合併し、ALSOKあんしんケアサポート株式会社の介護事業も承継し、ALSOK介護株式会社に商号変更している。
東京証券取引所プライム市場に上場している警備会社は、当社のほかにはセコムとセントラル警備保障の3社のみである。
2025年7月16日付で、商号をALSOK株式会社に変更した。

### 社内スポーツ活動
武士の精神を尊ぶ社風と職務柄で武道が奨励されている。同社が抱える同社の運動部には柔道部・レスリング部・陸上部・ウエイトリフティング部・射撃部・剣道部・銃剣道部などがあり、特に柔道部やレスリング部は、過去に夏季オリンピックの金メダリストを輩出している。また、過去の事件事故での事例や教訓を基に社内で「綜警護身術」という独自の護身術体系を作成し、ガードマンに社内訓練を実施しながら、内容の改良を重ねている。

## CSR活動
社会活動として、創業者である村井順が提唱した、国家・社会の恩恵に感謝し、生かし生かされる「ありがとうの心」を社会的弱者の支援などを通して実践する「ALSOKありがとう運動」なども行っている。
通学途中の児童殺傷事件の頻発から、地域の防犯意識が高まり、学校で制服を着たガードマンが子供・先生・保護者の前で防犯の講義をしている様子が時々TVで放映されている。これは綜合警備保障の社員による社会活動の一環として無償で行われている「ALSOKあんしん教室」の模様を映したものである。参加した児童数は113万人を超え、この活動は各種団体より数々の賞を受賞している。
また近年では、高齢者の安全安心な暮らしに貢献するための訪問講座プログラム「ALSOKほっとライフ講座」や、女性を対象にした無料出張セミナー「ALSOK女性向け防犯セミナー」も展開している。

## 沿革
- 1965年7月 - 綜合警備保障株式会社設立。
- 1968年10月 - 東京プリンスホテルにおいて巡回中だった同社所属の警備員が永山則夫により銃撃され殉職（永山則夫連続射殺事件の最初の事件）。
- 1970年3月 - 大阪万国博覧会警備。
- 1972年2月 - 札幌五輪警備。
- 1979年6月 - 東京サミット警備。
- 1980年2月 - ローマ教皇ヨハネ・パウロ2世身辺警備。
- 1981年3月 - 神戸ポートアイランド博覧会警備。
- 1982年7月 - 警備用ロボットの研究開発着手。
- 1985年3月 - つくば国際科学技術博覧会警備。
- 1988年4月 - ホームセキュリティ「タクルス」発売。
- 1992年
  - 7月 - 在外公館警備官派遣で外務省から表彰。
  - 11月 - 遠隔地画像監視システム「ピクルス」発売。
- 1996年5月 - アクトシティ浜松警備隊がスプリンクラーの操作ミスによりパイプオルガンを水損させる。
- 1997年
  - 7月 - ガードロボC2型がフジテレビ本社屋で試験運用開始。
  - 10月 -「入金機オンラインシステム」発売。
- 1998年4月 - 「SOKホームセキュリティ」発売。
- 2000年12月 - 女性専用ストーカー保険「東京海上Lady Guard」で警備サービスを提供。
- 2002年
  - 2月 - 住宅向け簡易型画像監視システム「るすメイト」及び車両盗難防止システム「カービィボックス」発売。
  - 4月 - 現職警備員が同社の元警備員に襲撃され鍵を奪われる事件が発生。警備員は殉職。
  - 9月 - ISO9001取得（一部）。
  - 10月 - 東京証券取引所市場第一部に株式を上場。
- 2003年
  - 3月 - 位置情報提供・現場確認サービス「あんしんメイト」発売。
  - 7月 - ブランド名をSOKから「ALSOK」に変更。
- 2004年
  - 4月 - 動画・音声監視システム「ALSOK-MP」発売。
  - 10月 - 情報セキュリティマネジメントシステム（ISMS）の認証取得。
  - 11月 - 「ホームセキュリティ7」発売。
- 2005年
  - 3月 - 愛・地球博警備。
  - 4月 - 「ALSOKあんしん教室」を小学校の防犯授業として全国展開。
  - 6月 - 新型巡回警備ロボット「ガードロボD1」を発売。
  - 9月 -「入金機オンラインシステム小型機」発売。
  - 11月 - 「ホームセキュリティX7」発売。
  - 12月 - AED（自動体外式除細動器）発売。
- 2006年
  - 1月 - 学校向け「防犯コンサルティング」開始。
  - 12月 ‐ 新たな常駐警備システム「リボーグQ」発売。
- 2007年
  - 1月 - 防犯ブザーなどの防犯グッズを販売するオンラインショップ「ガードマンショップ.com」開店。
  - 3月 - ホームセキュリティ契約（予定）者向け銀行口座「ALSOK CLUB」でスルガ銀行と提携。
  - 7月 - 医療向けセーフティ・トータル・ソリューションサービスを開始。
  - 10月 - タイ王国に「ALSOK（Thailand）Co.,Ltd」（ALSOKタイランド）設立。
  - 11月 -「ALSOKあんしん教室」が、あしたのまち・くらしづくり活動賞の内閣官房長官賞を受賞。
- 2008年
  - 2月 - 学校・学習塾向け防犯コンサルティングサービスを実施。
  - 3月 -「隊員指令システム」がMCPCaward2008 グランプリ、総務大臣賞、モバイルビジネス賞を受賞。
  - 11月 「ホームセキュリティα」発売。
- 2009年
  - 8月 - 企業受付ロボット「An9-RR（アンナイン アールツー）」発売。
  - 11月 - ベトナム社会主義共和国に「ALSOK（Vietnam）Co.,Ltd」（ALSOKベトナム）設立。
  - 12月 - カーセキュリティサービス「GUARD ONE（ガードワン）」発売。
- 2010年
  - 4月 - 特定信書便事業に参入、「ALSOK電報」を開始。
  - 9月 - 「ホームセキュリティα」の新サービス「見守り情報配信サービス」発売。
  - 11月 - 高齢者向け新商品「ALSOKシルバーパック」発売。東京スカイツリー並びに周辺大規模複合施設の施設警備業務を当社と東武ビルマネジメントが受注。
- 2011年
  - 10月 - 世界初の完全屋外対応AED収納BOXを販売開始。
- 2012年
  - 10月 - ドコモ・キッズケータイ向けかけつけサービス提供開始[10]。介護事業に参入し「ALSOKケア」を設立。
  - 11月 - ホーチキ株式会社の株式を取得し、同社を持分法適用子会社化 。
- 2013年
  - 2月 - インドネシア共和国に「PT.ALSOK INDONESIA」を設立。
  - 3月 - タイ王国に「ALSOK Consulting(Thailand)Co.,Ltd.」、インド共和国に「ALSOK India Private Limited」を設立。
  - 5月 - 「HOME ALSOK レディースサポート」サービス開始。
  - 8月 ‐「HOME ALSOK アパート・マンションプラン」発売。
  - 9月 - 「HOME ALSOK みまもりサポート」発売。
  - 11月 - あんしん教室の参加児童数が累計100万人を突破。
- 2014年
  - 4月 - 日産クリエイティブサービスの一部事業を譲受。ALSOK双栄を設立。
  - 4月 - フィリピン共和国に「綜合警備保障（株）マニラ駐在員事務所」を設立。日本ビル・メンテナンスを子会社化。
  - 5月 - 「ALSOK-FM（ファシリティマネジメント）サポート」発売。
  - 9月 - 飛行ロボットによる空撮サービスを開始。有限会社あんていけあを子会社化。
  - 10月 - 介護老人福祉施設を経営する株式会社HCMを子会社化。ミャンマー連邦共和国に「ALSOK Consulting（Thailand）Co.,Ltd.ミャンマー支店」を設立。
- 2015年
  - 1月 - ALSOKあんしんケアサポート（旧・アズビルあんしんケアサポート）を子会社化。
  - 4月 - インド共和国に「ALSOK India Private Limited. チェンナイ事務所」を設立。
  - 5月 - 「入出金機オンラインシステム」発売。自律走行型ロボット「Reborg - X（リボーグエックス）」発売。「社会的価値・資本創出型M＆Aアワード」にて「大賞」を受賞。
  - 6月 - 多機能モバイルセキュリティ端末「まもるっく」発売。
- 2017年
  - 2月 - 日立製作所から「日立セキュリティサービス」株式の90%を取得し、連結子会社化。同時に商号をALSOK昇日セキュリティサービスへ変更[11]。
  - 4月 - 80％出資の連結子会社・ALSOK-TW東日本株式会社を設立[6][7]。ALSOK-TW東日本に20％出資したテルウェル東日本から警備業務を譲受[6][7]。
  - 7月 - 東武デリバリーから「デリバリーサービス株式会社」として警備輸送業務を譲受[8]、ALSOK関東デリバリーとする[12][9]。
- 2018年6月 - 「株式会社ケアプラス」を子会社化[13]。
- 2019年3月 - 自律移動型ロボット技術を活用した警備員協働型警備ロボット「REBORG-Z（リボーグゼット）」を開発[14]。
- 2020年10月 - 株式会社ウイズネットがHCM及びあんていけあを吸収合併すると共に、ALSOKあんしんケアサポートの介護事業部門を承継。「ALSOK介護株式会社」に商号変更[15]。
- 2021年4月 - 日本ビル・メンテナンスがALSOKビルサービスを吸収合併。同時に「ALSOKファシリティーズ株式会社」に商号変更[16]。
- 2022年4月
  - 東京証券取引所の市場区分の見直しにより、東京証券取引所の市場第一部からプライム市場に移行。
  - ALSOKリースを吸収合併[17]。
- 2025年
  - 4月 - ALSOK関東デリバリーを吸収合併[18]。
  - 7月16日 - 商号をALSOK株式会社に変更[19]。同時に、ブランドスローガンや制服、車両などのデザインなどを一新するリブランディングを実施。新ブランドイメージの一部である新キャラクター「ニャルソック」も発表[20]。ジングル（サウンドロゴ）も開発され、TVCMの冒頭に挿入された[21]。

## 不祥事
- 2010年12月から翌年1月にかけて全社員に対し借金総額や返済状況などの信用情報の提出を求めていたことが発覚。日本信用情報機構から目的外使用にあたるとして警告を受け中止した[22]。
- 2021年1月に警送愛知支社の社員が2回にわたり、顧客から回収した現金計約6500万円を横領した。2022年5月26日にこの元社員は名古屋地方裁判所から業務上横領の罪で懲役5年を言い渡された。元社員は回収した現金を管理する現場責任者的な立場にあったという[23][24]。
- 2021年10月28日に千葉県内の金融機関6か所のATMのメンテナンス作業時に現金計約1億円を盗んだ疑いで、33歳の元社員が2022年1月5日に逮捕された。この元社員は事件発生後の社内調査で犯行が発覚し、逮捕前に懲戒解雇されていた[25][26]。その後、国土交通省関東地方整備局は2022年4月18日、同社に対し1か月の指名停止処分を科した[27]。

## 主要関連会社
- ALSOK北海道（株）
- 青森綜合警備保障（株）
- ALSOK秋田（株）
  - ALSOK秋田サービス（株）
- ALSOK岩手（株）
  - ALSOK岩手サービス（株）
- ALSOK山形（株）
  - ALSOK山形サービス（株）
- ALSOK宮城（株）
  - ALSOK宮城サービス（株）
- ALSOK福島（株）
- ALSOK茨城（株）
- 北関東綜合警備保障（株）
- ALSOK群馬（株）
- ALSOK埼玉（株）
- ALSOK千葉（株）
- （株）ケアプラス
- ALSOK保険サービス（株）
- ALSOK東京（株）
  - ALSOK東心（株）
- ALSOK常駐警備（株）
- ALSOK介護（株）
- （株）アーバンセキュリティ
- （株）ジェイ・エフ・エル
- 日本ファシリオ（株）
- ALSOKファシリティーズ（株）
- ALSOKあんしんケアサポート（株）
- ALSOK神奈川（株）
- ALSOK双栄（株）
- 新潟綜合警備保障（株）
- 富山県綜合警備保障（株）
  - 富綜テクノサービス（株）
- 北陸綜合警備保障（株）
- ALSOK岐阜（株）
- ALSOK静岡（株）
- ALSOK東海（株）
- 中京綜合警備保障（株）
  - 中京綜合管財（株）
- ALSOK愛知（株）
- 三重綜合警備保障（株）
- ALSOK京滋（株）
- ALSOK大阪（株）
- ALSOK兵庫（株）
- ALSOK近畿（株）
- ALSOK岡山（株）
- ALSOK山陰（株）
- 広島綜合警備保障（株）
  - 広島綜警サービス（株）
- ALSOK山口（株）
- ALSOK徳島（株）
- ALSOK香川（株）
- 愛媛綜合警備保障（株）
- ALSOK高知（株）
- ALSOK福岡（株）
- ALSOK佐賀（株）
- ALSOK長崎（株）
- ALSOK熊本（株）
- ALSOK宮崎（株）
- 鹿児島綜合警備保障（株）
- 沖縄綜合警備保障（株）
- 台湾新光保全股・有限公司
- ホーチキ（株）

## テレビ番組
- 日経スペシャル ガイアの夜明け あなたの安全守ります 〜"不安な時代"の防犯ビジネス〜（2005年1月25日、テレビ東京）[28]。
- 知られざるガリバー〜エクセレントカンパニーファイル〜（2023年4月29日、テレビ東京）[29]。

## CM
1980年代ごろまで綜合警備保障の業務そのものについてや、ホームセキュリティー「タクルス」のCMが放送された他、日本ラグビーフットボール協会主催のラグビーの社会人・大学公式戦に広告看板を設置していた。
2000年代後半、選手強化キャンペーンの規制がやや緩和されてから、自社所属のスポーツ選手が出演するCMが放送され、「井上と従業員がトレーニングしたり警備をおこなっている最中に塚田や吉田などに一喝されたり激励されてよろめいてしまう」というシーンで寡黙なイメージの井上にとってはコミカルなCMが作成された。井上は競技選手引退後も新CMに登場し、塚田・吉田に加え伊調姉妹も出演している。
2004年、鉄腕アトムを起用。「鉄腕ALSOK」がキャッチフレーズで、ガードマン達がアトムのテーマ曲を順に歌っていくという内容。
2011年は吉田のみが出演し、現職のガードマンたちと共に「ALSOK体操」を披露するバージョンが展開された。また、スーパー戦隊シリーズのOP演出をオマージュしたような演出で、特撮作品などで広く活動している串田アキラが歌う「安心戦隊ALSOK」バージョンをBGMとして使用した。
2012年は、前年好評だった「ALSOK体操」の出演者に伊調馨を加え、阿波踊り（徳島県）やエイサー（沖縄県）、浅草サンバカーニバル（東京都）などの踊り子たちも参加し、「日本全国ALSOK体操」と銘打って展開している。この「ALSOK体操」は日本テレビ系「笑点」の大喜利にて林家たい平がネタに使用しており、2013年元日に放送された特番のコーナー「振袖大喜利」に吉田が出演して競演も実現した。また、たい平は後に社員の福利厚生として開かれた落語会に招かれている。
2014年は、中矢も加わりフラッシュモブダンスをモチーフにしたCMを放送。
2015年は、これまでのコミカルな路線から一転し、吉田・伊調・中矢の3選手がハンドクラップとともに大合唱を披露している。当CM放送期間中に吉田は退社したが、差し替えなどを施すことなく2016年3月まで放送された。
2016年4月からの放送分は、この年に開かれるリオデジャネイロオリンピックに因み「ALSOK スーパー・サンバ」と題し、史上最多人数となる所属選手及びガードマンが出演しサンバを披露する。
2016年9月からは、前作とほぼ同じメンバーで4年後の東京オリンピックに因み歌舞伎をモチーフにしたCMを放送。

### CM出演料
ALSOKの広報は、所属アスリートはあくまでも社員であるため、通常の給料以外のギャラは一切支払っていないとのコメントを取材に対して残している。

## 所属スポーツ選手

### 柔道部
- 井上康生 - シドニーオリンピック柔道競技（100kg級）金メダル、東海大学卒、現在は引退
- 塚田真希 - アテネオリンピック柔道競技（78kg超級） 金メダル、北京オリンピック柔道競技（78kg超級） 銀メダル、東海大学卒、現在は引退
- 中澤さえ - 柔道競技（78kg級）、淑徳大学卒、現在は引退
- 中矢力 - ロンドンオリンピック柔道競技（73kg級）銀メダル、東海大学卒
- 田知本愛 - 女子78kg超級、東海大学卒
- 高森啓吾 - 男子100kg超級、日本大学卒、現在は引退
- 鈴木誉広 - 男子100kg超級、山梨学院大学卒
- 井上貴裕 - 男子100kg超級、国士舘大学卒
- 小林大輔 - 男子100kg級、日本大学卒
- 熊代佑輔 - 男子100kg級、東海大学卒
- 福岡政章 - 男子66kg級（2010年11月の講道館杯より階級を変更（60kg級→66kg級））、東海大学卒
- 本間大地 - 男子66kg級、東海大学卒
- 山本浩史 - 男子60kg級、日本体育大学卒
- 田知本遥 - 女子70kg級、ロンドンオリンピック 第7位、リオデジャネイロオリンピック 金メダル、東海大学卒
- 安松春香 - 女子70kg級、環太平洋大学卒
- 谷本和 - 女子52kg級、環太平洋大学卒
- 遠藤宏美 - 女子48kg級、筑波大学卒

### レスリング部
- 吉田沙保里 - アテネオリンピック、北京オリンピック、ロンドンオリンピック（55kg級）金メダル、至学館大学卒（旧中京女子大学）、退社後 リオデジャネイロオリンピック（53kg級）銀メダル、現在は引退
- 伊調千春 - アテネオリンピック、北京オリンピック（48kg級）銀メダル、至学館大学卒（旧中京女子大学）、現在は引退
- 伊調馨 - アテネオリンピック、北京オリンピック、ロンドンオリンピック（63kg級）リオデジャネイロオリンピック（58kg級）金メダル、至学館大学卒（旧中京女子大学）
- 松永共広 - 北京オリンピックレスリング競技（55kg級）銀メダル、日本体育大学卒、現在は引退
- 湯元健一 - 北京オリンピックレスリング競技（60kg級）銅メダル、日本体育大学卒
- 笹本睦 - レスリング競技（60kg級）、日本体育大学卒、現在は引退
- 高谷惣亮 - リオデジャネイロオリンピックレスリング競技（74kg級）7位、拓殖大学卒
- 松本篤史 - 男子フリースタイル86kg級、日本体育大学卒
- 金久保武大 - 男子グレコローマンスタイル75kg級、日本体育大学卒
- 音泉秀幸 - 男子グレコローマンスタイル66kg級、日本体育大学卒
- 坂上嘉津季 - 女子63kg級、至学館大学卒（旧・中京女子大学）
- 太田忍 - リオデジャネイロオリンピック男子グレコローマンスタイル59kg級 銀メダル、日本体育大学卒
- 高橋侑希[32] - 男子フリースタイル57kg級、山梨学院大学卒
- 屋比久翔平 - 2020年東京オリンピック男子グレコローマンスタイル77kg級 銅メダル、日本体育大学卒

### スケート部
- 神野由佳 - 2006年トリノオリンピック代表ショートトラックスピードスケート選手、立命館大学卒、現在は引退

### 陸上部
- 三森由佳 - アトランタオリンピック女子10km競歩出場、山梨学院大学卒、現在は陸上部監督
- 柳澤哲 - シドニーオリンピック男子20km競歩出場、山梨学院大学卒、現在は引退
- 杉本明洋 - 京都大学卒 5000m競歩日本記録保持者 2005年・2007年世界選手権20km競歩代表、現在は退社
- 明石顕 - 東京大学卒 2005年・2007年世界選手権50km競歩代表、現在は引退
- 藤澤勇 - 日本陸上競技選手権大会 男子20kg競歩 第3位（2009年）・世界選手権ベルリン出場、リオデジャネイロオリンピック 21位、山梨学院大学卒

### ウエイトリフティング部（2013年1月 - ）
- 山田政晴‐アテネオリンピック出場 北京オリンピック9位 日本体育大学卒
- 山本俊樹 - 男子 85kg級、日本体育大学卒
- 松本潮霞 - 女子 63kg級、リオデジャネイロオリンピック 9位、早稲田大学卒
- 八木かなえ - 女子 53kg級、ロンドンオリンピック出場、 リオデジャネイロオリンピック6位、金沢学院大学卒
- 永山大地 - 糸満高校-早稲田大学卒 現在は監督として在籍
- 鈴木梨羅

### 射撃部（2014年1月 - ）
- 岡田直也 - リオデジャネイロオリンピック、東京オリンピック出場、岡山県立津山工業高卒
- 平田しおり - 東京オリンピック出場、明治大学卒

## その他
2013年3月31日のTBSテレビ『がっちりマンデー!!』にて同社の特集が組まれ、青山幸恭・代表取締役社長もスタジオ出演した。
辻内崇伸は引退後にALSOK秋田へ入社し警送隊として現金輸送の業務に従事している。またALSOK秋田では草野球チームの監督を務めている。

## スポンサー番組

### 現在
フジテレビ
- FNN Live News it!（週末版）（関東ローカル、土曜日のみ）
- 土曜プレミアム（2020年4月 - 、カラー表示。隔週で前後半入れ替え）※『Live News it!』（平日版）から移動

日本テレビ
- ヒルナンデス!（12時台、2014年4月 - ）水曜日のみ

テレビ東京
- ゆうがたサテライト （びわ湖放送とテレビ和歌山を除く）
- 出没!アド街ック天国

テレビ朝日
- 報道ステーション 火曜日のみ

BS放送
- 深層NEWS
- ネイチャードキュメント 奇跡の地球紀行
- 大改造!!劇的ビフォーアフター
- 開運!なんでも鑑定団

### 過去
（日テレ系列）
- 世界まる見え!テレビ特捜部
- ザ!世界仰天ニュース

（フジテレビ系列）
- FNNスーパータイム→FNNニュース555 ザ・ヒューマン
- ニュースJAPAN
- スーパーナイト
- FNNスーパーニュース→みんなのニュース→プライムニュース イブニング（平日版）→Live News it!（平日版、2020年3月まで）（途中からカラー表示。全国枠、隔日）
- FNNニュース(年末年始の夕方パート)
- FNNみんなのニュースWeekend→プライムニュース イブニング（週末版）(関東ローカル、土曜日のみ)
- FNNレインボー発（水曜日）

（テレビ朝日・BS朝日）
- ビートたけしのTVタックル
- ここがポイント!!池上彰解説塾
- 池上彰のニュースそうだったのか!!
- ナニコレ珍百景
- いま世界は（BS朝日）

（CBC）
- CBCドラゴンズナイター（CBCラジオ）（日曜日スポンサー）

（関西テレビ）
- アタック600（隔日スポンサー）

（TSK）
- TSKニュース（日曜日スポンサー・1980年代後半から1990年代前半まで）

（MRT）
- MRTニュース（宮崎放送）（土曜日スポンサー）

（テレ東系列）
- 田勢康弘の週刊ニュース新書
- 田舎に泊まろう!

ほか

## 協賛
日本将棋連盟主催の将棋の王将戦を特別協賛したことにより、棋戦名に「第71期ALSOK杯王将戦」と冠して開催されている。